# Delfynn Delage
Delfynn Delage (Fourmies, Norte-Paso de Calais; 12 de enero de 1976) es una actriz pornográfica retirada y cantante francesa.

## Biografía
Delage nació en enero de 1976 en la población y comuna francesa de Fourmies, en la región de Norte-Paso de Calais, departamento de Norte, en el distrito de Avesnes-sur-Helpe. Una vez terminados sus estudios de bachillerato, comenzó a trabajar en un instituto de talasoterapia.
Después de una larga reflexión personal, decide entrar en la industria pornográfica en 2000, a los 24 años de edad.
Como actriz ha destacado por sus escenas de diversa temática, como sexo anal, fist-fucking o doble penetración anal; en películas de productoras como Private, Hustler, Anabolic, Marc Dorcel Fantasies o Elegant Angel.
También realizó diversos shows como bailarina en discotecas y clubes de Francia.
En 2005 ganó en el Festival Internacional del Erotismo de Bruselas el premio a la Mejor actriz francesa.
Decidió retirarse de la profesión en 2006, con algo más de 160 películas grabadas.
Algunos títulos de su filmografía son Angelmania 2, Ball Buster, Balls Deep 3, Booty Fest 4, I'm Your Slut, Initiations 8, Lewd Conduct 10, Private Gold 67 - Millionaire, o Up Your Ass 17.
Tras abandonar la carrera pornográfica, Delfynn Delage se cambia el nombre artístico a  Lena Costa y decide entrar en el mundo discográfico como cantante.

## Premios y nominaciones
| Año  | Ceremonia                                       | Resultado | Premio                | Trabajo |
| ---- | ----------------------------------------------- | --------- | --------------------- | ------- |
| 2005 | Festival Internacional del Erotismo de Bruselas | Ganadora  | Mejor actriz francesa | —       |